# Anna Paszkiewicz-Gadek
Anna Paszkiewicz-Gadek (ur. 1942) – polska naukowiec, biochemik, doktor habilitowany nauk farmaceutycznych.

## Życiorys
W 1979 pod kierunkiem dra hab. Władysława Gałasińskiego z Zakładu Chemii Organicznej Akademii Medycznej w Białymstoku obroniła pracę doktorską pt. „Preparatyka i charakterystyka kinazy N-acetyloglukozoaminy (EC 2.7.1.59) z różnych tkanek zwierzęcych” uzyskując stopień naukowy doktora nauk przyrodniczych. W 2001 na podstawie osiągnięć naukowych i złożonej rozprawy „Udział kompleksów UDP-N-acetyloheksozoamina-rybosom w inicjacji N- i O-glikozylacji białek in vitro” uzyskała stopień naukowy doktora habilitowanego nauk farmaceutycznych.
Pracowała w Zakładzie Chemii Medycznej UMB.